# ヴェルトライゼンデ
ヴェルトライゼンデ（欧字名：Weltreisende、2017年2月8日 - 2025年3月29日）は、日本の競走馬。主な勝ち鞍は2022年の鳴尾記念、2023年の日経新春杯。
名前の意味は、ドイツ語で「世界旅行者」。半兄にワールドエース（父：ディープインパクト、2014年マイラーズカップ勝ち）、ワールドプレミア（父：ディープインパクト、2019年菊花賞、2021年天皇賞（春）勝ち）がいる。

## 戦績

### デビュー前
2017年2月8日、北海道安平町のノーザンファームで誕生。一口馬主法人サンデーレーシングより総額3,600万円（一口90万円×40口）で募集され、ノーザンファーム早来で育成の後、栗東の池江泰寿厩舎に入厩した。

### 2歳（2019年）
9月1日、小倉競馬場での新馬戦（芝1800m）で川田将雅を背にデビューし、人気に応えて新馬勝ちを果たした。10月26日に京都競馬場にて行われたリステッド競走の萩ステークスをクリストフ・スミヨン鞍上で3番手から抜け出して、最後は他馬との追い比べを制し、コンマ1秒差をつけて連勝を飾った。
続くホープフルステークス（12月28日中山芝2000m、鞍上オイシン・マーフィー）で重賞初挑戦。東スポ杯2歳S（東京芝1800m）を1分44秒5のレコード勝ちしたコントレイル、関東馬で新馬・リステッドを連勝して臨んだワーケアに次ぐ3番人気に支持され、コントレイルの横綱競馬に屈したものの2着に入った。また同競走のベストターンドアウト賞に橋口浩調教助手とともに受賞した。（競走に関する詳細は、第36回ホープフルステークスを参照）

### 3歳（2020年）
初戦はスプリングステークス（3月22日中山・芝1800m）から始動。このレースからCOVID-19 （新型コロナウイルス感染症）の影響で無観客競馬となった。鞍上に父ドリームジャーニーやその弟オルフェーヴルで主戦を務めた池添謙一を迎え、単勝1.7倍の1番人気に支持されたが、レースでは6番人気の伏兵ガロアクリークに及ばず2着に終わった。
続く皐月賞（4月19日中山・芝2000m）は先述のコントレイル、弥生賞ディープインパクト記念勝ち馬サトノフラッグ、前年の朝日杯フューチュリティステークスを無傷の3連勝で制し、休み明け距離延長でこの舞台に臨むサリオスに次ぐ4番人気で出走、しかしレースではコントレイルの8着に終わった。（競走に関する詳細は、第80回皐月賞を参照）
5月31日にCOVID-19の影響で76年ぶりの無観客競馬として行われた東京優駿（日本ダービー、東京芝2400m）。皐月賞で3着以下を突き放したコントレイルおよびサリオスの2頭に圧倒的支持が集まり、本馬は単勝オッズ66.4倍の10番人気に甘んじた。しかしレースではコントレイルを前に見る形で競馬を進め、前述の2強に及ばなかったものの、3着に入った。しかしレース後に骨折が発覚し、そのまま休養に入る。（競走に関する詳細は、第87回東京優駿を参照）
秋は熱発でセントライト記念を回避し、コントレイルが出走する神戸新聞杯で始動。大外枠から直線を向くと前を猛追し、メンバー中最速の上がり3F35.4秒の末脚で1勝馬ロバートソンキーを捕らえ2着に入った。
10月25日に行われた菊花賞はコントレイルの7着に敗退した。

### 4歳（2021年）
3か月後、4歳初戦となったアメリカジョッキークラブカップは中団から直線でしぶとく脚を伸ばしたがアリストテレスに半馬身及ばず2着に敗れた。その後日経賞に向けて調整を進めていたが、3月に右前脚屈腱炎を発症していることが判明、長期休養となることがわかった。

### 5歳（2022年）
1年4ヶ月に及ぶ休養・リハビリを経て、6月4日中京競馬場で行われた鳴尾記念で復帰初戦を迎えた。新たな鞍上にダミアン・レーンを迎え、これまでの戦績内容から長期休養明けにもかかわらず10頭中2番人気に支持され2番枠からスタートを切った。スタート直後は素早く最内を取り、道中は1番人気で川田将雅騎手騎乗のカイザーバローズを外に見ながら中団の位置で体力を温存した。最後の直線コースに入ると進路を確保して上がり3F33.7秒の末脚で抜け出して先頭に立ち、大外からジェラルディーナ、サンレイポケットの追撃を退け、待望の重賞初勝利を飾った。
前走から中495日での重賞勝利は、JRAがグレード制を導入した1984年以降では2007年京都ハイジャンプ・テイエムドラゴン（中573日）に次ぐ長期間隔のJRA重賞V記録となった。平地重賞では中461日で1988年オールカマー（当時G3）を制したスズパレードを上回る新記録となった。
秋に入り、9月25日に行われたオールカマーでは中団から脚を溜めるものの直線で伸びを欠いて7着に終わる。11月27日に行われた第42回ジャパンカップでは道中好位のインでレースを進め、直線で一旦は先頭に立つも後方から脚を伸ばしてきたヴェラアズールとシャフリヤールにかわされて3着に敗れた。

### 6歳（2023年）
1月15日に中京競馬場で行われた日経新春杯より始動。トップハンデである59キロを背負いながら、道中は中団の前方からロスなく運び、直線で脚を伸ばしてゴール手前でキングオブドラゴンを差し切り、重賞2勝目を飾った。この59キロのハンデを背負っての芝の重賞制覇は、2011年に行われた京都大賞典で勝利をおさめたローズキングダム以来11年3カ月ぶりとなった。
続いて大阪杯に出走したが9着に敗れ、その後、エコー検査で両前脚の浅屈腱炎が判明し、9か月間の長期休養を余儀なくされた。

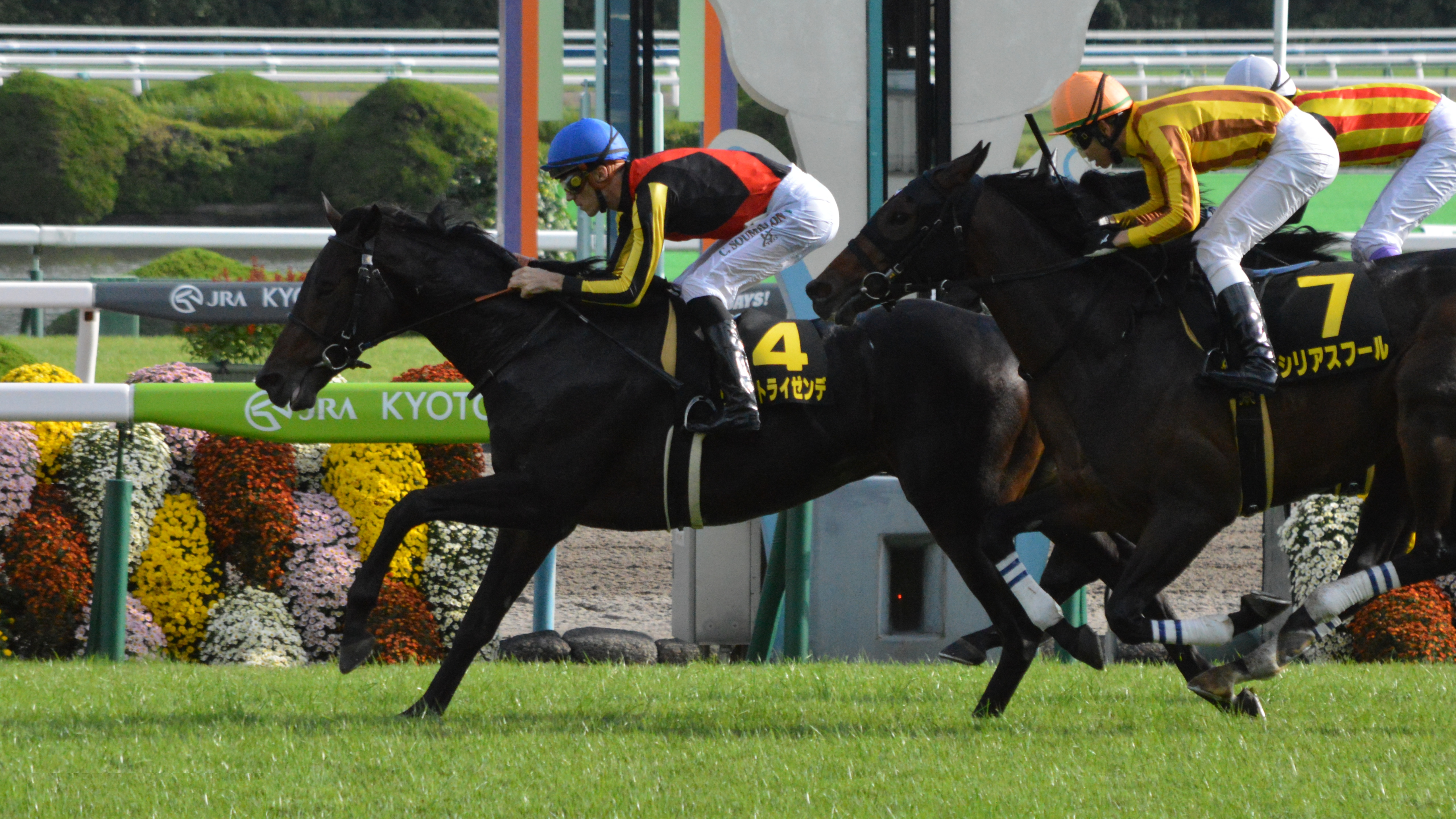
萩ステークス
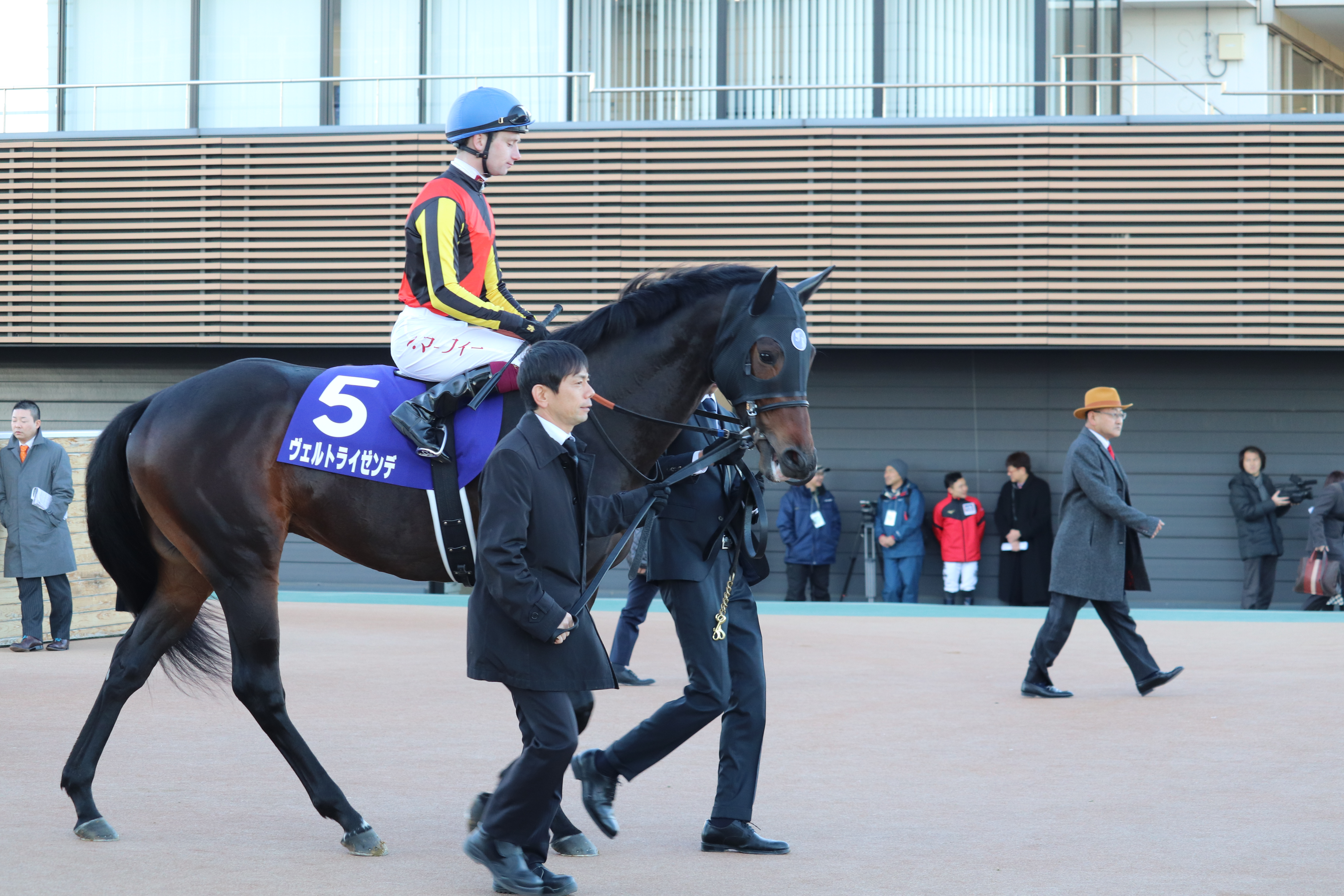
ホープフルステークス
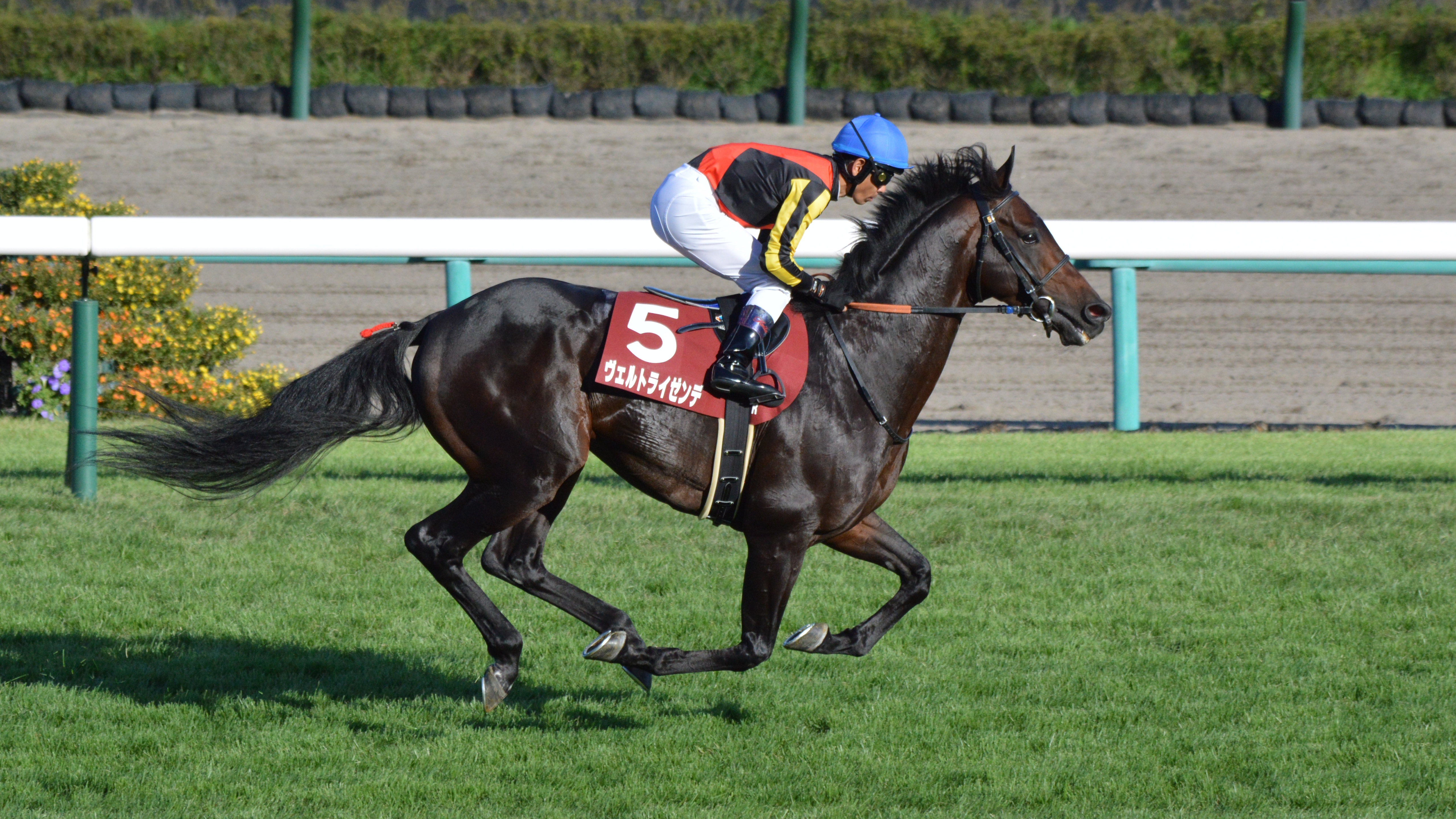
オールカマー
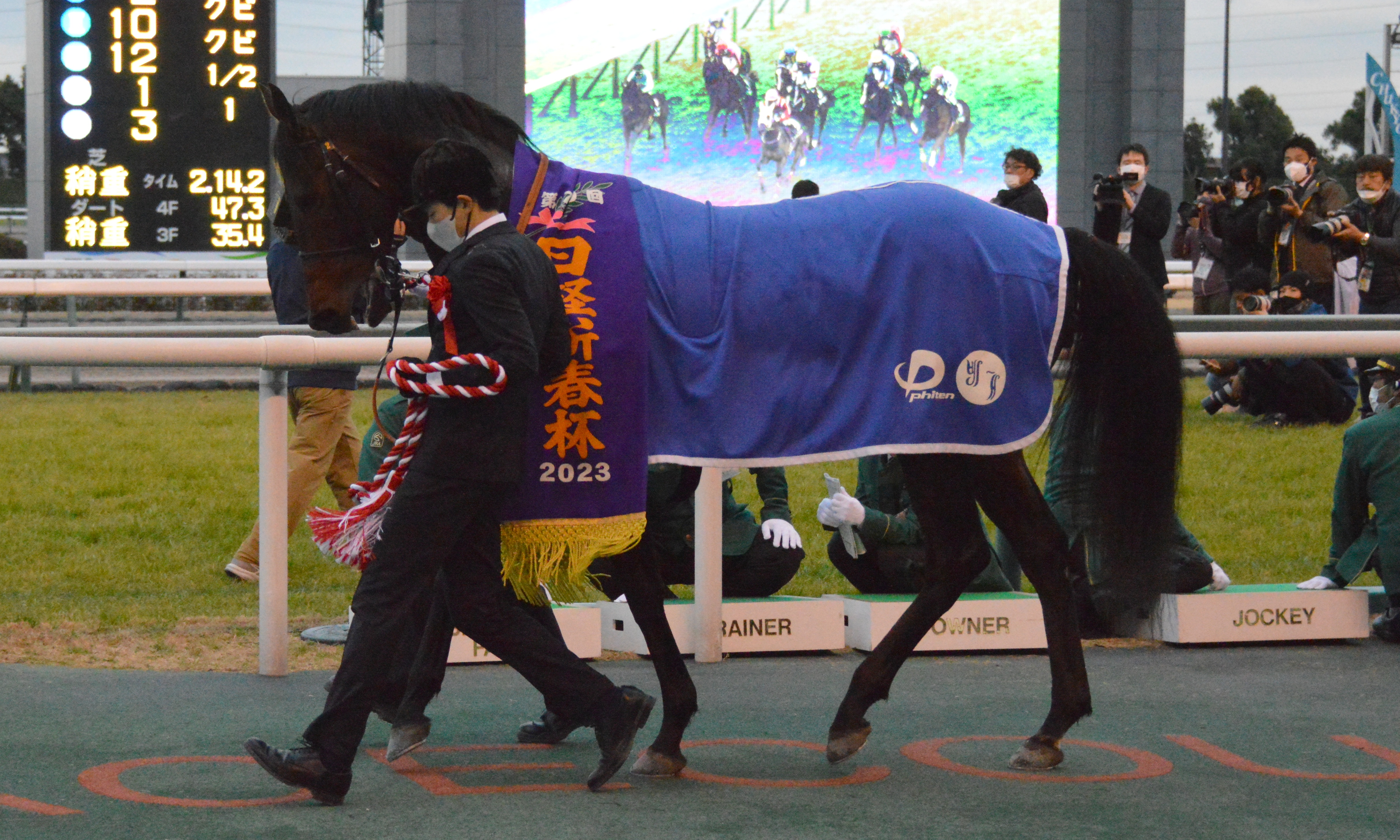
日経新春杯

### 7歳（2024年）
6月9日のエプソムカップで戦列に復帰したが9着に敗れた。その後は放牧を経て、秋は毎日王冠を目指していたが、右前脚の膝裏に熱感が生じたため回避した。このため7歳は1走に留まった。

### 8歳（2025年）
1月19日中京競馬場の日経新春杯で復帰したが10着に敗れた。その後は3月の金鯱賞を目指して放牧先で調整されてきたが、脚部不安が発生し検査の結果、左前屈腱炎の再発が確認された。このため関係者の協議により、2月8日にオーナーのサンデーサラブレッドクラブより現役引退が発表され、同日付でJRAの競走馬登録を抹消。引退後は北海道苫小牧市のノーザンホースパークで乗馬として供用される予定であったが、2月10日にサンデーサラブレッドクラブの公式サイトで種牡馬としての価値を図るためにノーザンホースパークでの乗馬入りを撤回し、2月13日に行われるサラブレッドオークションに上場され、馬主で実業家の森本研太により760万円（税別）で落札された。森本は自身のX投稿で、本年度は既に北海道でのスタッドインが難しい状況であるから、体調面を考慮し休養にあて、体調に問題がなければ試験的に種付けを試みる方針であることを明らかにしていた。
しかし、約1ヶ月後の同年3月29日、馬房内で転倒して大腿骨を骨折、予後不良と診断され、安楽死の措置が取られた。8歳没。

## 競走成績
以下の内容は、JBISサーチ、netkeiba.comの情報に基づく。
| 競走日     | 競馬場 | 競走名       | 格   | 距離（馬場）  | 頭 数 | 枠 番 | 馬 番 | オッズ （人気） | 着順 | タイム （上がり3F） | 着差 | 騎手          | 斤量 [kg] | 1着馬（2着馬）         | 馬体重 [kg] |
| ---------- | ------ | ------------ | ---- | ------------- | ----- | ----- | ----- | --------------- | ---- | ------------------- | ---- | ------------- | --------- | ---------------------- | ----------- |
| 2019.09.01 | 小倉   | 2歳新馬      |      | 芝1800m（重） | 12    | 5     | 6     | 002.20（1人）   | 01着 | R1:51.6（36.8）     | -0.5 | 0川田将雅     | 54        | （ダンシングリッチー） | 490         |
| 0000.10.26 | 京都   | 萩S          | L    | 芝1800m（稍） | 7     | 4     | 4     | 002.20（1人）   | 01着 | R1:50.8（34.5）     | -0.1 | 0C.スミヨン   | 55        | （シリアスフール）     | 490         |
| 0000.12.28 | 中山   | ホープフルS  | GI   | 芝2000m（良） | 13    | 4     | 5     | 006.90（3人）   | 02着 | R2:01.6（35.8）     | -0.2 | 0O.マーフィー | 55        | コントレイル           | 492         |
| 2020.03.22 | 中山   | スプリングS  | GII  | 芝1800m（良） | 10    | 3     | 3     | 001.70（1人）   | 02着 | R1:50.0（34.2）     | -0.2 | 0池添謙一     | 56        | ガロアクリーク         | 490         |
| 0000.04.19 | 中山   | 皐月賞       | GI   | 芝2000m（稍） | 18    | 8     | 17    | 013.00（4人）   | 08着 | R2:01.9（36.3）     | -1.2 | 0池添謙一     | 57        | コントレイル           | 486         |
| 0000.05.31 | 東京   | 東京優駿     | GI   | 芝2400m（良） | 18    | 3     | 6     | 066.4（10人）   | 03着 | R2:24.9（34.7）     | -0.8 | 0池添謙一     | 57        | コントレイル           | 486         |
| 0000.09.27 | 中京   | 神戸新聞杯   | GII  | 芝2200m（良） | 18    | 8     | 18    | 020.30（3人）   | 02着 | R2:12.8（35.4）     | -0.3 | 0池添謙一     | 56        | コントレイル           | 488         |
| 0000.10.25 | 京都   | 菊花賞       | GI   | 芝3000m（良） | 18    | 3     | 6     | 010.30（2人）   | 07着 | R3:06.9（36.3）     | -1.4 | 0池添謙一     | 57        | コントレイル           | 488         |
| 2021.01.24 | 中山   | AJCC         | GII  | 芝2200m（不） | 17    | 2     | 4     | 006.80（3人）   | 02着 | R2:18.0（37.3）     | -0.1 | 0池添謙一     | 55        | アリストテレス         | 494         |
| 2022.06.04 | 中京   | 鳴尾記念     | GIII | 芝2000m（良） | 10    | 2     | 2     | 004.90（2人）   | 01着 | R1:57.7（33.7）     | -0.1 | 0D.レーン     | 56        | （ジェラルディーナ）   | 496         |
| 0000.09.25 | 中山   | オールカマー | GII  | 芝2200m（良） | 13    | 4     | 5     | 005.40（3人）   | 07着 | R2:13.7（35.9）     | -1.0 | 0戸崎圭太     | 56        | ジェラルディーナ       | 494         |
| 0000.11.27 | 東京   | ジャパンC    | GI   | 芝2400m（良） | 18    | 2     | 3     | 009.50（4人）   | 03着 | R2:23.8（34.0）     | -0.1 | 0D.レーン     | 57        | ヴェラアズール         | 494         |
| 2023.01.15 | 中京   | 日経新春杯   | GII  | 芝2200m（稍） | 14    | 2     | 2     | 003.80（1人）   | 01着 | R2:14.2（35.0）     | -0.1 | 0D.イーガン   | 59        | （キングオブドラゴン） | 500         |
| 0000.04.02 | 阪神   | 大阪杯       | GI   | 芝2000m（良） | 16    | 3     | 6     | 006.60（3人）   | 09着 | R1:58.1（35.3）     | -0.7 | 0川田将雅     | 58        | ジャックドール         | 498         |
| 2024.06.09 | 東京   | エプソムC    | GIII | 芝1800m（良） | 18    | 2     | 4     | 007.20（3人）   | 09着 | R1:45.4（34.4）     | -0.7 | 0戸崎圭太     | 58        | レーベンスティール     | 492         |
| 2025.01.19 | 中京   | 日経新春杯   | GII  | 芝2200m（良） | 16    | 2     | 3     | 039.2（12人）   | 10着 | R2:11.5（37.1）     | -1.7 | 0A.ルメートル | 59.5      | ロードデルレイ         | 500         |

## 血統表
| ヴェルトライゼンデの血統        | ヴェルトライゼンデの血統                  | ヴェルトライゼンデの血統                  | （血統表の出典）                          | （血統表の出典）  |
| 父系                            | サンデーサイレンス系（ヘイロー系）        | サンデーサイレンス系（ヘイロー系）        | サンデーサイレンス系（ヘイロー系）        | [ § 2 ]           |
| 父 ドリームジャーニー 2004 鹿毛 | 父の父ステイゴールド 1994 黒鹿毛          | *サンデーサイレンス                       | Halo                                      | Halo              |
| 父 ドリームジャーニー 2004 鹿毛 | 父の父ステイゴールド 1994 黒鹿毛          | *サンデーサイレンス                       | Wishing Well                              |                   |
| 父 ドリームジャーニー 2004 鹿毛 | 父の父ステイゴールド 1994 黒鹿毛          | ゴールデンサッシュ                        | *ディクタス                               | *ディクタス       |
| 父 ドリームジャーニー 2004 鹿毛 | 父の父ステイゴールド 1994 黒鹿毛          | ゴールデンサッシュ                        | ダイナサッシュ                            |                   |
| 父 ドリームジャーニー 2004 鹿毛 | 父の母オリエンタルアート 1997 栗毛        | メジロマックイーン                        | メジロティターン                          | メジロティターン  |
| 父 ドリームジャーニー 2004 鹿毛 | 父の母オリエンタルアート 1997 栗毛        | メジロマックイーン                        | メジロオーロラ                            |                   |
| 父 ドリームジャーニー 2004 鹿毛 | 父の母オリエンタルアート 1997 栗毛        | エレクトロアート                          | *ノーザンテースト                         | *ノーザンテースト |
| 父 ドリームジャーニー 2004 鹿毛 | 父の母オリエンタルアート 1997 栗毛        | エレクトロアート                          | *グランマスティーヴンス                   |                   |
| 母 *マンデラ Mandela 2000 栗毛  | 母の父Acatenango 1982                     | Surumu                                    | Literat                                   | Literat           |
| 母 *マンデラ Mandela 2000 栗毛  | 母の父Acatenango 1982                     | Surumu                                    | Surama                                    |                   |
| 母 *マンデラ Mandela 2000 栗毛  | 母の父Acatenango 1982                     | Aggravate                                 | Aggressor                                 | Aggressor         |
| 母 *マンデラ Mandela 2000 栗毛  | 母の父Acatenango 1982                     | Aggravate                                 | Raven Locks                               |                   |
| 母 *マンデラ Mandela 2000 栗毛  | 母の母Mandellicht 1994                    | Be My Guest                               | Northern Dancer                           | Northern Dancer   |
| 母 *マンデラ Mandela 2000 栗毛  | 母の母Mandellicht 1994                    | Be My Guest                               | What a Treat                              |                   |
| 母 *マンデラ Mandela 2000 栗毛  | 母の母Mandellicht 1994                    | Mandelauge                                | Elektrant                                 | Elektrant         |
| 母 *マンデラ Mandela 2000 栗毛  | 母の母Mandellicht 1994                    | Mandelauge                                | Mandriale                                 |                   |
| 母系(F-No.)                     | 3号族(FN:F3-d)                            | 3号族(FN:F3-d)                            | 3号族(FN:F3-d)                            |                   |
| 5代内の近親交配                 | Northern Dancer 5×4、ノーザンテースト 5×4 | Northern Dancer 5×4、ノーザンテースト 5×4 | Northern Dancer 5×4、ノーザンテースト 5×4 |                   |
| 出典                            | 1. 2.                                     | 1. 2.                                     | 1. 2.                                     | 1. 2.             |

- 半兄にきさらぎ賞・マイラーズカップ勝ち馬のワールドエース、菊花賞・天皇賞（春）勝ち馬のワールドプレミア（父は共にディープインパクト）がいる。
- 母：マンデラはディアナ賞（独オークス）3着、母の半弟にジャックルマロワ賞、イスパーン賞、プリンスオブウェールズステークスを勝ったマンデュロがいる。